# Клейнмихель, Пётр Андреевич
Граф (с 1839) Пётр Андре́евич Клейнми́хель (30 ноября (11 декабря) 1793, Санкт-Петербург, Российская империя — 3 февраля 1869, там же) — государственный деятель Российской империи из рода Клейнмихелей, протеже Аракчеева и беспрекословный исполнитель воли Николая I. В 1842—1855 годах — главноуправляющий путей сообщения и публичных зданий. Курировал строительство Николаевской железной дороги. Сенатор (1842).

## Биография
Воспитывался во 2-м Петербургском кадетском корпусе, директором которого был его отец А. А. Клейнмихель (1757—1815); мать Анна Францевна Ришар (1769—1833).
Выдвинулся главным образом благодаря Аракчееву, при котором состоял адъютантом, а затем начальником штаба военных поселений. При нём возникла практика выплаты жалованья служащим неофициальным («серым») порядком. Например, архитектору в военных поселениях могли предложить получать «2000 рублей ассиг. явно, а 1000 инкогнито» при общем заработке 3000 руб. ассигнациями в год. В 1826 году назначен генерал-адъютантом и членом комиссии по составлению Устава пехотной службы.
Пользовался особым доверием и расположением императора Николая I. В 1838 году ему поручена была перестройка Зимнего дворца после пожара, что он и исполнил с замечательной быстротой, за что был возведён в графское достоинство (1839) и получил шуточное прозвище «Клейнмихель-Дворецкий». Тогда же была выбита в честь Клейнмихеля золотая медаль с надписью: «Усердие все превозмогает».
«В 1839 году сгорел Зимний дворец. Государь собрал лучших архитекторов и просил их „починить ему дом скорее“. Они единогласно объявили, что скорее двух лет никак нельзя кончить эту работу, — и не уступали никаким настояниям государя. Тогда Клейнмихель, заведовавший казарменною строительною частью, вызвался возобновить дворец в один год, — и ему дан карт-бланш. Клейнмихель не тужил о деньгах, дал строительным средствам насильственное развитие; наставил сотни железных и чугунных печей, чтобы сушить кирпичную кладку и штукатурку; 10 тысяч человек работали во дворце зимою при 10—20 градусах мороза снаружи и 20—25 градусах тепла внутри, штукатурили, полировали, золотили! Дворец был готов через год, но готов только для смотра, а не для обитания. Усиленная нелепо, невежественно топка высушила наружные оболочки, заперев ими исход внутренней сырости. Как только эта топка заменилась нормальною, сырость стала выступать, позолота и штукатурка стали отваливаться, и, наконец, обрушился весь потолок Георгиевской залы, через два часа после окончания бывшего в ней какого-то собрания. Тогда возобновилась работа с новою яростью; несколько тысяч рабочих перемерло от горячки вследствие перехода из жары в стужу. Сметные суммы были далеко передержаны, а чтобы в этом не сознаться, Клейнмихель не платил подрядчикам; весь город кричал о злоупотреблениях, а между тем еще до обвала потолка Клейнмихель возведен в графское достоинство: в гербе, ему данном при этом случае, изображен дворец, а надпись гласит: „Усердие все превозмогает!“»
В начале 1842 года Клейнмихель, произведённый годом ранее (16.04.1841) в генералы от инфантерии, исполнял должность военного министра, а с 11 августа 1842 года назначен главноуправляющим путями сообщений и публичными зданиями и оставался в этой должности до октября 1855 года. За время управления Клейнмихелем этим ведомством окончен постоянный мост через Неву, сооружён Николаевский цепной мост через Днепр в Киеве, выстроено здание нового Эрмитажа, проведена Николаевская железная дорога и прочее. В целом казённые постройки во времена Клейнмихеля возводились быстрее, чем ранее, однако возведение храма Христа Спасителя и Исаакиевского собора затянулось на долгие годы.
Сразу же по восшествии на престол Александра II Клейнмихель был одним из первых деятелей предыдущего царствования, уволенным от должности; он был назначен членом Государственного совета, в делах которого почти не принимал участия. Скончался от отека лёгких в феврале 1869 года, похоронен под Петербургом в Сергиевой пустыни рядом со второй женой.

## Репутация

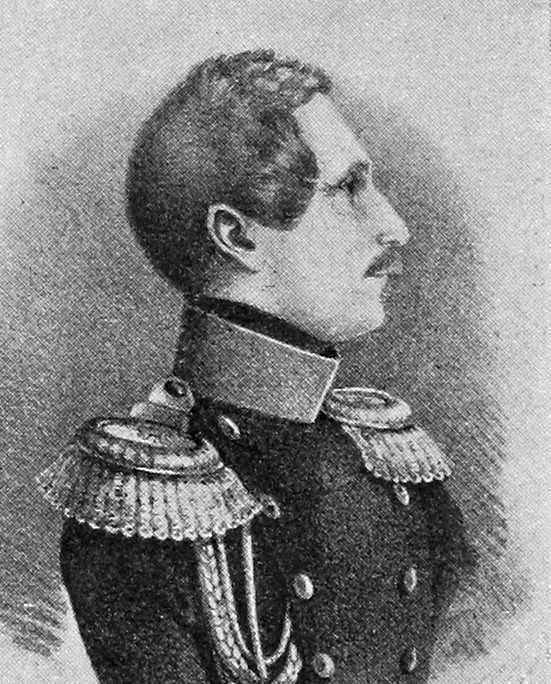
Фото из «ВЭС»

У Клейнмихеля была устойчивая репутация казнокрада и льстеца. Он стремился предоставить исключительное право постройки в России железных дорог министерству путей сообщения, не допуская к этому частные компании. По словам недоброжелателей, делалось это с целью создания дополнительных препятствий для постройки железных дорог в России вообще. Клейнмихель постоянно доказывал императору, что России железные дороги были вовсе не нужны.
В общем и целом, те постройки, которые курировались Клейнмихелем, возводились относительно быстро, но обходились казне крайне дорого — подряды давались родственникам либо заинтересованным лицам на выгодных Клейнмихелю, но не выгодных правительству условиях. Например, подряд на поддержание в порядке тракта Москва-Петербург был отдан родственнику Клейнмихеля, при этом современники отмечали, что слишком уж нередки случаи, когда из-за неухоженных дорог и огромных ям опрокидываются дилижансы.
Постройки Клейнмихеля сопровождались большим количеством смертей среди рабочих, что вызывало к нему всеобщую ненависть. Нередки были бунты рабочих во время постройки железной дороги Петербург-Москва. Граф был «ославлен» поэтом Николаем Некрасовым в стихотворении «Железная дорога», где отмечается, что Николаевскую железную дорогу построил не «граф Пётр Андреич Клейнмихель», а русский народ.

## Семья

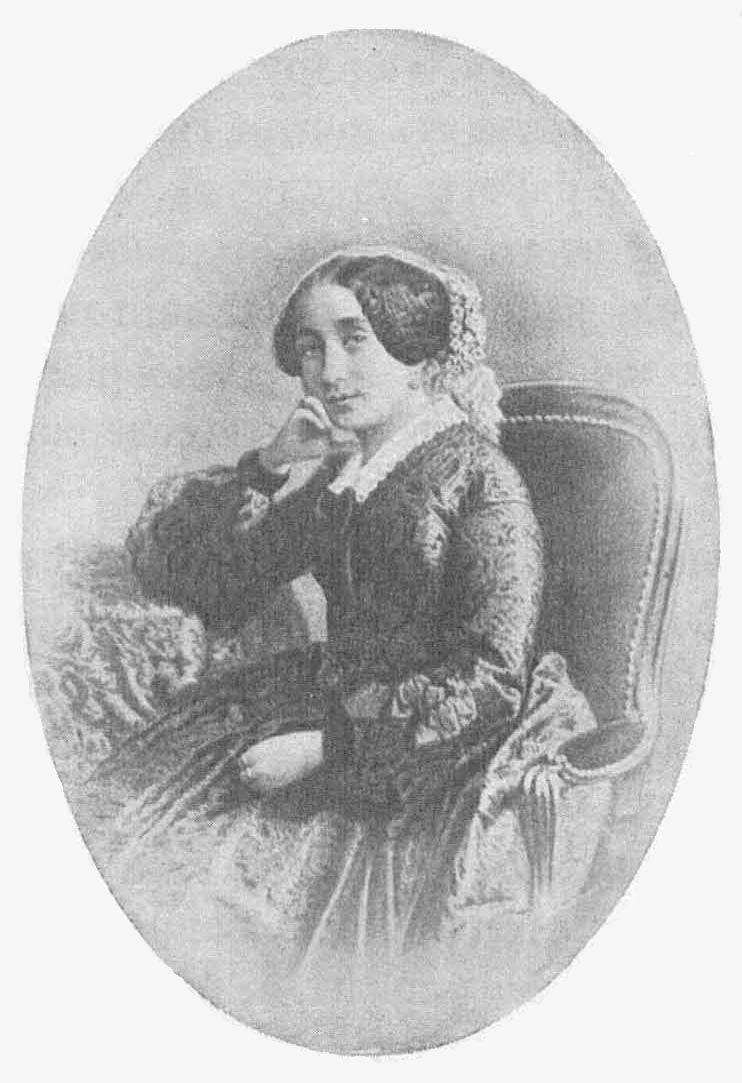
Графиня Клеопатра Петровна Клейнмихель

Первая жена (с 1816 года) — Варвара Александровна Кокошкина (09.01.1798—1842), внучка горнозаводчика А. Ф. Турчанинова и сестра петербургского обер-полицмейстера С. А. Кокошкина. По словам К. И. Фишера, брак её с Клейнмихелем был заключен против воли её родителей. Будучи флигель-адъютантом С. К. Вязмитинова, Клейнмихель похитил девицу Кокошкину из церкви, где она была с матерью, и женился на ней. За этот поступок он был арестован на две недели, ввиду его безупречной службы более строго наказания не последовало. Брак не был удачным. По причине своего физического недостатка Клейнмихель не только не исполнял своего супружеского долга, но и требовал от жены благосклонного приема волокитства Аракчеева. Начались домашние распри, в которых утешал её двоюродный брат Н. М. Булдаков. Из-за жалоб обманутого мужа Булдакову было высочайше запрещено проживать в одном городе с госпожой Клейнмихель; но она сама стала ездить туда, где жил Булдаков. Наконец Клейнмихель, не имевший больше никакого интереса удерживать непокорную супругу, заключил с ней сделку. Она уступила ему свое приданое, а он обязался быть виновником в нарушении брачной верности, и они развелись. Варвара Александровна вышла замуж за Булдакова, впоследствии симбирского губернатора, с которым была очень несчастна.
Вторая жена (с 1832 года) — Клеопатра Петровна Ильинская (17.10.1811 — 17.01.1865), вдова штабс-ротмистра В. О. Хорвата; дочь Петра Ильича Ильинского и Елизаветы Николаевны Переверзевой; родственница фаворитки Николая I фрейлины В. А. Нелидовой. Была богатой, милой женщиной, а вдовье её положение облегчало Клейнмихелю способы исполнения супружеских обязанностей. В этом браке граф совершенно изменил свой характер семьянина, он сдерживал все свои пары, чтобы не ссориться с женой и её влиятельной роднёй. Считался «добрым мужем, нежным отцом и был очень кроток с личной прислугой». По воспоминаниям А. И. Дельвига, сама графиня была женщина умная, но в ней, при её недостаточном образовании, видна была провинциалка, желающая выказать себя барыней большого света. За заслуги мужа 6 апреля 1835 графиня Клейнмихель получила ордена св. Екатерины (малого креста), а в августе 1851 года была пожалована в статс-дамы. Состояла председательницей Патриотического общества. В одной из исторических миниатюр Валентин Пикуль утверждал, что, будучи адъютантом Аракчеева, ненавидевшего взяточников, Клейнмихель не брал взяток, однако «они поступали в кубышку через его жену — Клеопатру Петровну, даму чрезвычайно строгую». Скончалась от туберкулеза в Париже, похоронена в Санкт-Петербурге. Была известна в высшем свете как усыновительница незаконнорождённых детей фавориток Николая I. Именно это обстоятельство, если верить злоязычным сплетням, служило причиной карьерного взлёта П. А. Клейнмихеля. 
Всего в семье Клейнмихеля было восемь детей:

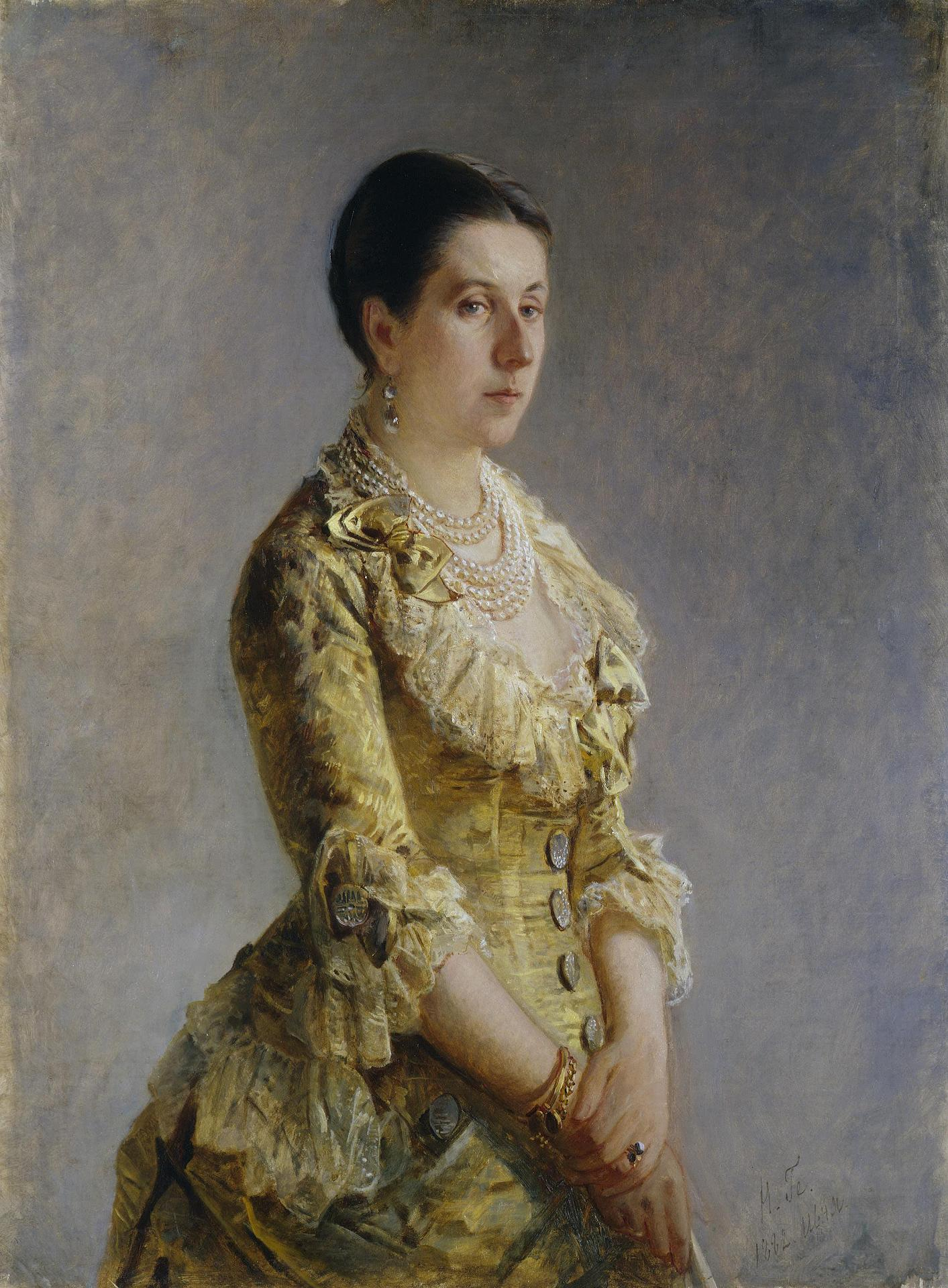
Ольга Петровна, дочь (портрет Н. Ге, 1882)

- Елизавета (1833—1896), замужем за бароном Н. Г. Пилар фон Пильхау (1831—1886), генерал-лейтенантом; похоронена в родовом имении Клейнмихелей «Ивня-Троицкое».
- Александра (17.11.1835—1912), крестница великого князя Александра Николаевича и великой княжны Марии Николаевны[16], фрейлина, замужем за полковником Федором Федоровичем Козеном (1830—1906), сыном генерал-лейтенанта Ф.А.Козена. Детей в семье не было.
- Николай (1836—1878), генерал-майор; женат на графине Марии Эдуардовне Келлер (1846—1931), женщине «весьма предприимчивой и склонной вращаться в свете»[17].
- Александр (1837—1856).
- Владимир (1839—1882), генерал-майор.
- Константин (1840—1912), егермейстер, промышленник, почётный гражданин города Курска.
- Ольга (1845—1920). Ее муж (с 1866) — светлейший князь Пётр Дмитриевич Волконский (1845–1919)[18]. Портрет Ольги Петровны авторства художника Н.Ге находится в Государственном Эрмитаже[19].  Их дети[20] — Дмитрий Петрович Волконский  (1875–1892)[21], София Петровна Волконская (1866—1943), в первом браке — Давыдова, второй муж — П.П.Дурново.
- Михаил (1848—09.05.1872), умер от чахотки в Париже.

## Награды
- Орден Святого Владимира 4-й степени с бантом (19.12.1812)
- Орден Святой Анны 2-й степени с алмазными знаками (01.01.1819)
- Орден Святого Владимира 3-й степени (12.12.1819)
- Орден Святого Владимира 2-й степени (03.07.1821)
- Орден Святой Анны 1-й степени (17.07.1823)
- Алмазные знака к ордену Святой Анны 1-й степени (14.07.1825)
- Орден Святого Георгия 4-й степени за 25 лет выслуги в офицерских чинах (18.12.1830)
- Орден Белого орла (10.04.1832)
- Орден Святого Александра Невского (22.04.1834)
- Высочайший рескрипт (13.07.1834)
- Бриллиантовые знаки к ордену Святого Александра Невского (29.03.1836)
- Орден Святого Владимира 1-й степени (03.04.1838)
- Золотая медаль с алмазами и надписью "Усердие всё превозмогает" при Высочайшем рескрипте (25.03.1839)
- Единовременно 450 тыс. руб. (10.04.1839)
- Бриллиантовый перстень с портретом императора Николая I (16.04.1841)
- Высочайший рескрипт (11.08.1842)
- Орден Святого Андрея Первозванного (22.08.1849)
- Высочайший рескрипт (01.11.1850)
- Бриллиантовые знаки к ордену Святого Андрея Первозванного (05.12.1850)
- Высочайший рескрипт (22.08.1851)
- Знак отличия беспорочной службы за XV лет (22.08.1830)
- Знак отличия беспорочной службы за XX лет (22.08.1831)
- Знак отличия беспорочной службы за XXV лет (22.08.1836)
- Знак отличия беспорочной службы за XXX лет (22.08.1841)
- Знак отличия беспорочной службы за XXXV лет (22.08.1848)
- Знак отличия беспорочной службы за XL лет (22.08.1851)

Иностранные:
- Прусский орден Красного орла 1-й степени (1837)
- Алмазные знаки к Прусскому ордену Красного орла 1-й степени (1842)

## Комментарии
1. ↑  «Усердие всё превозмогает». Этот девиз, начертанный на гербе Клейнмихеля, был пародийно использован как афоризм Козьмой Прутковым; впоследствии один из создателей данного образа, Алексей Жемчужников, характеризуя образ Пруткова, писал: «Он современник Клейнмихеля, у которого усердие всё превозмогало…».
2. ↑  Её родная сестра Елизавета Петровна Ильинская была замужем за Аркадием Аркадьевичем Нелидовым — братом фрейлины Варвары Аркадьевны.